# چرکوس

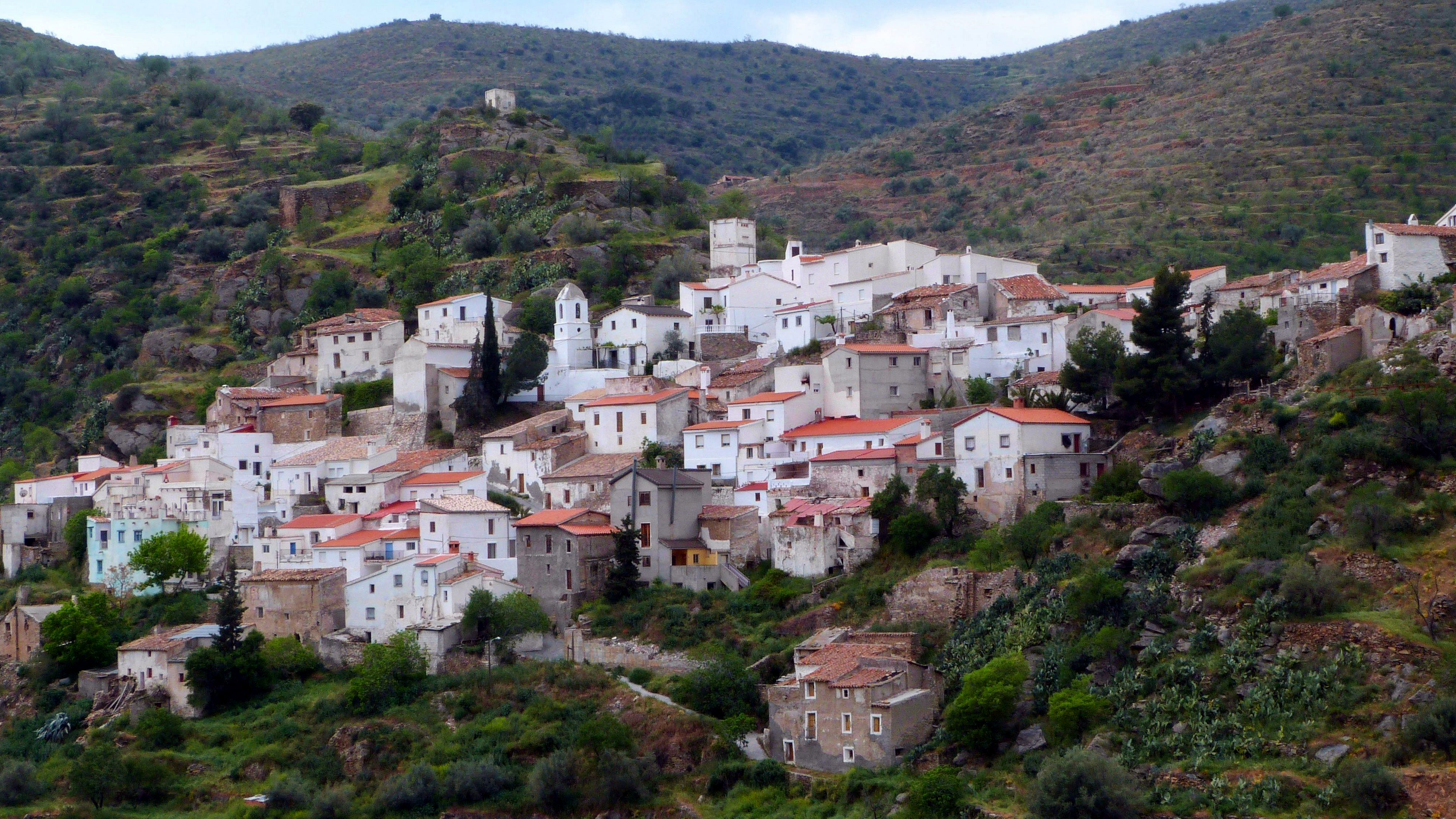
نمایی از دهستان چرکس در آلمریای اسپانیا – ۲۰۱۳

چرکُس دهستانی در استان آلمریای اسپانیا است.
در این دهستان ۲۹۲ نفر زندگی می‌کنند. مساحت این دهستان ۱۳٫۵۷ کیلومتر مربع است.